# Sohan papdi
Soan papdi (també conegut com a patisa, son papri, sohan papdi o shonpapri) són unes postres originari del nord de l'Índia. Normalment tenen forma de cub o se serveixen com encenalls, i tenen una textura escamosa i cruixent.

## Història
Tot i que l'origen actual es desconegut, se sospita que el Soan Papdi va originar-se a les regions del Punjab, Uttar Pradesh, Bengala Occidental i Rajasthan.

## Ingredients
Els seus ingredients principals són sucre, farina de cigrons, farina, ghee, llet i cardamom.